# Lasioglossum tracyi
Lasioglossum tracyi är en biart som först beskrevs av Cockerell 1936.  Lasioglossum tracyi ingår i släktet smalbin, och familjen vägbin. Inga underarter finns listade i Catalogue of Life.